# 1702 Калахари
1702 Калахари (енгл. 1702 Kalahari) је астероид главног астероидног појаса. Приближан пречник астероида је 32,70 km,
а средња удаљеност астероида од Сунца износи 2,859 астрономских јединица (АЈ).
Инклинација (нагиб) орбите у односу на раван еклиптике је 9,950 степени, а орбитални период износи 1765,903 дана (4,834 године). Ексцентрицитет орбите астероида износи 0,140.
Апсолутна магнитуда астероида износи 11,03 а геометријски албедо 0,064.
Астероид је откривен 7. јула 1924. године.